# Diclidophlebia eastopi
Diclidophlebia eastopi là một loài côn trùng trong họ Psyllidae. Loài này được Vondracek miêu tả khoa học đầu tiên năm 1964.
Đây là loài gây hại của cây Triplochiton scleroxylon, phát triển phổ biến ở Ghana.